# (200043) 2007 TU73
(200043) 2007 TU73 es un asteroide perteneciente al cinturón exterior de asteroides, descubierto el 13 de octubre de 2007 por Andrew Lowe desde el iTelescope Observatory (Mayhill), Mayhill (Nuevo México), Estados Unidos.

## Designación y nombre
Designado provisionalmente como 2007 TU73.

## Características orbitales
2007 TU73 está situado a una distancia media del Sol de 3,952 ua, pudiendo alejarse hasta 5,031 ua y acercarse hasta 2,874 ua. Su excentricidad es 0,272 y la inclinación orbital 5,350 grados. Emplea 2870,51 días en completar una órbita alrededor del Sol.

## Características físicas
La magnitud absoluta de 2007 TU73 es 14,7.